# Machaerium capote
Machaerium capote là một loài thực vật có hoa trong họ Đậu. Loài này được Dugand miêu tả khoa học đầu tiên.